# Torre de la Libertad (Miami)
La Torre de la Libertad (en inglés: Freedom Tower) es un edificio histórico de Miami (Florida) en el centro de la ciudad construido en 1925. La torre está inspirada en la Giralda en Sevilla, España y es uno de los edificios históricos más emblemáticos de la ciudad.
En los años sesenta el gobierno de Estados Unidos usó la torre para tramitar y alojar a la gran ola de inmigrantes procedentes de Cuba, dando servicios sanitarios a los emigrados. Una vez terminada esta gran ola migratoria, en 1974 el gobierno vendió la torre a un comprador privado, y en 1979 la torre fue incluida en el Registro Nacional de Lugares Históricos.
En su momento fue el edificio más alto de la ciudad y se usó en un episodio de Miami Vice durante dos años.

## Historia

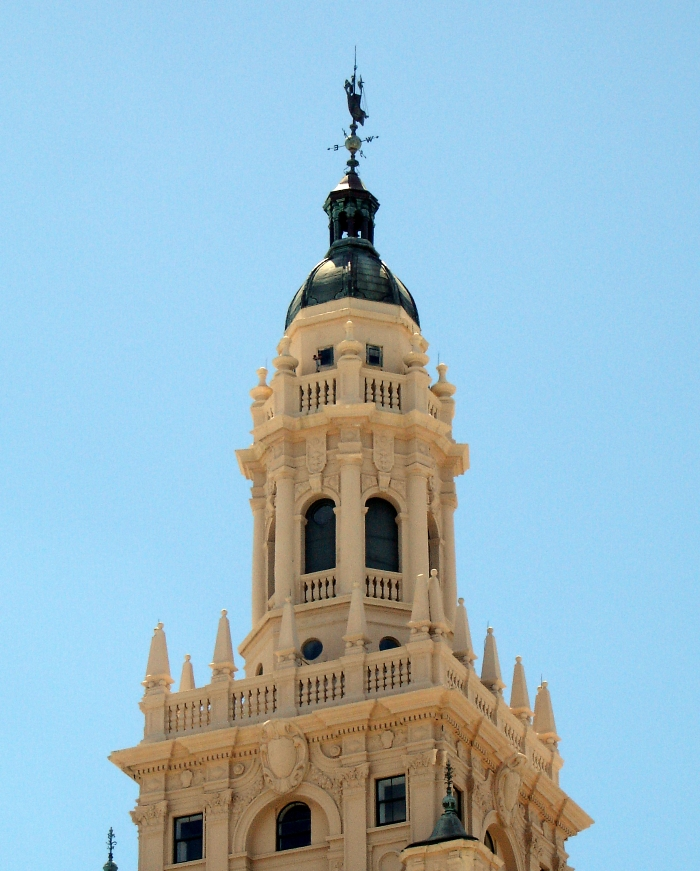
Vista de los detalles de la cúpula, inspirada en la Giralda en Sevilla, España.

### Siglo XX
Construido en 1925 como sede central del diario News & Metropolis (posteriormente el Miami News) en estilo mediterráneo español con elementos inspirados en la Giralda de Sevilla - al igual que el Hotel Biltmore en Coral Gables -alcanza 88 metros de altura. 
En 1957 el periódico dejó el edificio y en 1960, el gobierno federal alojó a diferentes inmigrantes de Cuba, Puerto Rico y el Caribe el proceso de identificación y naturalización. En 1997 fue adquirido por Jorge Mas Canosa.

### Siglo XXI
Restaurado en el 2004 alberga salas de reuniones, galerías y salas de exposición que han mostrado exhibiciones conjuntas con museos y entidades, ha servido a muestras patrocinadas por el Miami Dade C. College y del Miami Art Museum de Salvador Dalí, Francisco de Goya y Leonardo Da Vinci.
Desde octubre de 2008 pertenece al Registro Nacional de Lugares Históricos.